# Fonograma
Fonograma é uma forma de comunicação em sons, ou seja, cartas e anúncios em falas, e não por escrito. Por exemplo: o sinal egípcio que representa o som da letra "A" ou de qualquer outro idioma.  
Na indústria da música, fonograma significa a superfície material em que um som está gravado, como por exemplo um CD, fita cassete ou disco de vinil. Não se confunde com a obra (som ou interpretação musical) que está ali fixada. A obra pode existir sem qualquer suporte físico, por exemplo, em modalidade streaming, shows. A fixação da obra musical ou do som no fonograma depende de autorização do artista.